# Martinsyde F.4
Martinsyde F.4 Buzzard var ett engelskt jaktflygplan konstruerat av George Handasyde. 
Martinsyde F.4 utvecklades från modellen Martinsyde F.3 som ett snabbt ensitsigt jaktflygplan för Royal Flying Corps (RFC).
Flygplanet var dubbeldäckat med ett fast hjullandställ. Piloten satt i en öppen förarkabin bakom den övre vingen. Flygplanet visade sig vara ett av de snabbaste flygplanen som konstruerades under första världskriget. Efter att flygplanet genomfört testflygningar beställde RFC, 1 700 flygplan, för att klara ordern blev Martinsyde tvingade att anlita fyra underleverantörer. När freden kom avbeställde RFC flygplanen och Martinsyde stod med ett lager på 200 flygplan som över en natt blivit svårsålda. Efter att man genomfört demonstrationsflygningar lyckades man exportera flygplanet till Finland, Irland, Lettland, Polen, Spanien och Sovjet. Många av de osålda flygplanskropparna byggdes om till andra ändamål.  